# Júlia Castelló Farré
Júlia Castelló Farré (Barcelona, 16 de març de 1990) és una nedadora paralímpica catalana.
Membre del Club Natació Barcelona, començà a practicar la natació als catorze anys. Es formà al Centre d'Alt Rendiment de Sant Cugat emmarcat dins del programa ADOP. Debutà internacionalment als Jocs Paraolímpics de Beijing 2008 en la prova de 100 m esquena S6 i 100 m braça SB5. També participà als primers Campionats d'Europa Paralímpics (2009) on aconseguí la medalla de bronze en 100 m esquena. Entre 2011 i 2014 aconseguí diverses medalles europees en les proves d'esquena i relleu, destacant la medalla d'or en 4x50 m lliures mixtes. Competí als Jocs Paraolímpics de Londres 2012, arribant a la final de 100 m esquena S6 i finalitzant en la cinquena posició. Tanmateix l'any següent guanyà la medalla de bronze al Campionat del Món de Mont-real. El 2014 fitxà per la secció de natació adaptada del Centre Natació Mataró i la temporada següent aconseguí la medalla de bronze en 100 m braça SB5 al Campionat del Món de Glasgow.

## Palmarès
Campionats del Món
- 1 medalla de bronze en 100 m braça SB5: 2015

Campionats d'Europa
- 1 medalles d'or en 4x50 m lliures mixtes: 2014
- 1 medalles d'argent en 100 m esquena S6: 2014
- 2 medalles de bronze en 100 m esquena S6: 2009, 2013
- 1 medalla de bronze en 4x50 m estils 20 pt: 2011
- 1 medalla de bronze en 4x100 m estils: 2014